# Iglesia de San José (Chacao)
La iglesia de San José de Chacao, es un templo católico construido para el culto cristiano de la población de Chacao, pertenece a la Arquidiócesis de Caracas y es la sede del arciprestazgo de Chacao.

## Historia
La Iglesia de San José de Chacao o parroquia eclesiástica San José de Chacao, es la pionera de las iglesias católicas del municipio Chacao, por eso se le dice iglesia matriz o iglesia madre. Fue establecida en 1769 y posee un estilo colonial español con elementos de estilo rococó. Se ubica frente a la Plaza Bolívar cerca de las calles Páez, Bolívar y José Félix Ribas del municipio en el este del Distrito Metropolitano de Caracas al centro norte del país sudamericano de Venezuela.
Depende de la Arquidiócesis de Caracas que la incluye dentro de la Arciprestazgo de Chacao. Fue construida en un terreno donado por Doña Rosa Pantoja, dueña de la desaparecida Hacienda San Diego. Fue construida para que los habitantes del sector no tuviesen que trasladarse a la parroquia de la candelaria para los servicios religiosos.

## Véase también

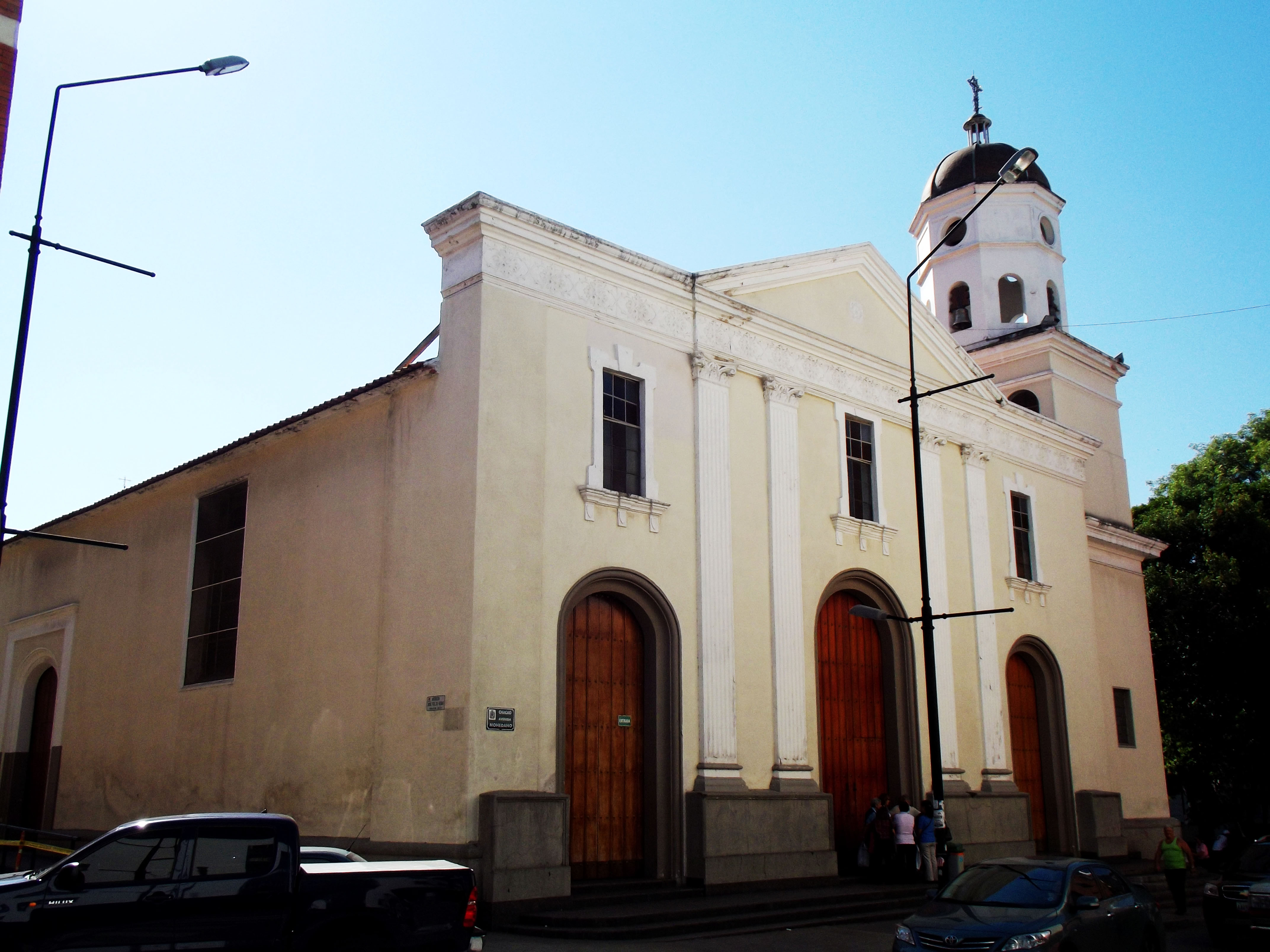
Otra vista del templo